# Caralinda causeyae
Caralinda causeyae är en mångfotingart som beskrevs av Shelley 1983. Caralinda causeyae ingår i släktet Caralinda och familjen Xystodesmidae. Inga underarter finns listade i Catalogue of Life.